# Ekonomiåret 1989

## Händelser

### Januari
- 3 januari – På en presskonferens vid Blichers Kro i Tjæreborg meddelas att danska resekoncernen Spies Rejser omedelbart övertar ansvaret för Tjæreborg Rejser .[1]
- 10 januari - Sveriges finansminister Kjell-Olof Feldt presenterar den svenska budgetpropositionen.[1]
- 19 januari - Sveriges riksbank beslutar att avskaffa valutaregleringen, undantaget vissa restriktioner för privatpersoner. Därmed kan man fritt köpa icke-svenska aktier, och sälja svenska aktier ut ur Sverige.[1]

### Mars
- 31 mars - ABB presenterar sitt första bokslut. Det gäller 1988, och visar upp en vinst på 3,5 miljarder SEK.[1]

### April
- 27 april – Sveriges riksbank höjer diskontot med en procentenhet, från 8,5 till 9,5 %.[1]

### Juli
- 19 juli – Stockholms tingsrätt dömer Refaat El-Sayed till fem års fängelse.[1]

### Augusti
- 25 augusti – Finlands statsminister Harri Holkeri presenterar ett budgetförslag med sänkt skatt och höjd oms.[1]

### September
- 4 september – Sveriges riksbank introducerar en ny svensk 500-kronorssedel, med porträtt av Karl XI och Christopher Polhem.[1]

### Oktober
- 13 oktober – New York-börsens Dow Jones-index dyker ner med 190.58 enheter till 2 569.26 enheter, vilket innebär ett fall med sju % på en timme, då det meddelas att en finansgrupp som tänker köpa amerikanska flygbolaget UAL Corporation, fått problem och att affären på 6,75 miljarder amerikanska dollar håller på att inte bli av.[1]
- 27 oktober – SAS sluter avtal med Finnair, som innebär att SAS dörrar till Östeuropa öppnas, samt att man tidigare gjort med Swissair om Afrika och Mellanöstern.[1]

### November
- 14 november – Jacob Palmstierna avgår som koncernchef för SE-banken sedan åklagarrättsmyndigheten i Stockholm genomfört en rättslig utredning av hans privata skatteplanering och husaffärer.[1]
- 16 november – Christer Zetterberg meddelas ha utsetts till ny VD för Volvo.[1]
- 22 november – Sveriges riksbank utfärdar en ny 1 000-kronorssedel, med Gustav Vasa-motiv samt avbildning Vädersolstavlan på.[1]
- 25 november – Svenske finansmannen Christer Norgren rapporteras ha sparkats från ordförandeposten i Bank of Liechtenstein efter en så kallad "insideraffär".[1]

### December
- 7 december
  - Från Sverige meddelas att PKbanken förvärvar Nordbanken för 5,6 miljarder SEK.[1]
  - Sveriges riksbank beslutar att höja diskontot från 9,5 till 10,5 %.[1]
- 8 december - Trygg Hansa introduceras på Stockholms fondbörs för 5,6 miljarder SEK.[1]
- 12 december
  - Danska Provinsbanken införlivas i Danske Bank och Handelsbanken, och därmed blir Nordens största bank ett faktum.[1]
  - Från Sverige meddelas att Volvo köper Procordias dryckes- och livsmedelsföretag Provendor.[1]
- 15 december - General Motors köper halva SAAB för 3,8 miljarder SEK, och Saab Automobile bildas.[1]
- 16 december - Det meddelas att Sveriges handelsbalans i november 1989 ökade med 1,0 miljarder SEK, mot 3,1 miljarder SEK under samma månad 1988 för 3,8 miljarder SEK, och Saab Automobile bildas.[1]
- 19 december - Orrefors glasbruk köper Kosta glasbruk enligt besked.[1]
- 20 december - Stora AB säljer återstoden av gamla Swedish Match till ett nybildat bolag för 3,9 miljarder SEK.[1]

## Bildade företag
- Gazprom, ryskt energiföretag.
- Tallink, estniskt rederi.

## Uppköp
- Karlskronavarvet, svenskt varv som köps upp av Kockums AB.
- Sveriges investeringsbank, svensk bank som köps upp av PKbanken.
- Till-bryggerierna, svenskt bryggeri som köps upp av Falcon.
- Wårby Bryggerier, svenskt bryggeri som köps av Spendrups Bryggeri AB.

## Priser och utmärkelser
- 24 december - Videokamera är årets julklapp i Sverige.
- Sveriges Riksbanks pris i ekonomisk vetenskap till Alfred Nobels minne tilldelas norrmannen Trygve Haavelmo.

## Födda
- Carl Pei, svensk-kinesisk IT-entreprenör.

## Avlidna
- 15 april – Albert Bonnier Jr., 81, svensk företagare.
- 8 december – Max Grundig, 81, grundare av elektronikföretaget Grundig.

### Fotnoter
1. 1 2 3 4 5 6 7 8 9 10 11 12 13 14 15 16 17 18 19 20 21 22 23   Horisont 1989. Bertmarks